# Fringilídeos de Darwin
Os tentilhões de Darwin, fringilídeos de Darwin ou também denominados fringilídeos das Galápagos, são um grupo de cerca de 18 espécies de aves passeriformes. São muito conhecidos pela diversidade marcante da forma e da função de seus bicos. São muitas vezes classificados na subfamília Geospizinae ou na tribo Geospizini. Pertencem à família Thraupidae, mas não têm relação próxima com os verdadeiros fringilídeos. O parente mais próximo conhecido dos tentilhões de Galápagos é a cigarra-parda sul-americana (Asemospiza obscura). Os tentilhões foram recolhidos pela primeira vez durante a segunda expedição do HMS Beagle às ilhas Galápagos, com Darwin à bordo como estudioso naturalista. À exceção da espécie Pinaroloxias inornata, originária da ilha do Coco, todas as outras só se encontram nas Galápagos.
O termo "tentilhões de Darwin" foi usado pela primeira vez por Percy Lowe em 1936, e popularizado em 1947 por David Lack no livro Darwin's Finches. Lack baseou sua análise na vasta coleção de espécimes em museus coletados na expedição a Galápagos de 1905 a 1906, realizada pela Academia de Ciências da Califórnia, a quem Lack dedicou seu livro de 1947. As aves variam de 10 a 20 cm (2 a 8 polegadas) em tamanho e pesam entre 8 a 38 gramas (0.3 a 1.3 onças). Os menores são os do gênero Certhidea e o maior é o tentilhão vegetariano. As diferenças mais importantes entre as espécies são o tamanho e forma de seus bicos, que são altamente adaptados a diferentes fontes de alimento. Os pássaros possuem coloração acinzentada. Imagina-se que tenham evoluído a partir de uma única espécie de tentilhão que chegou às ilhas há mais de um milhão de anos.

## A teoria de Darwin
Durante a expedição de pesquisa do HMS Beagle, Darwin não tinha conhecimento da relevância dos pássaros das Galápagos. Ele havia aprendido a preservar espécimes de aves com John Edmonstone durante seu tempo na Universidade de Edimburgo e gostava de atirar, mas não tinha experiência em ornitologia e, a essa fase da expedição, se concentrava principalmente em geologia. Em Galápagos, deixou a maior parte do tiro a pássaros a cargo de seu servo Syms Covington. Ainda assim, essas aves desempenhariam um papel importante na concepção da teoria darwiniana da evolução por seleção natural.
Nas Ilhas de Galápagos e posteriormente, o pensamento de Darwin considerava "centros de criação" e rejeitava ideias acerca da transmutação de espécies. A partir dos ensinamentos de Henslow, ele se interessou na distribuição geográfica das espécies, particularmente nas relações entre espécies em ilhas oceânicas e em continentes próximos. Na Ilha de São Cristóvão, ele registrou que um pássaro mimo era semelhante àqueles que havia visto no Chile, e depois de encontrar um diferente na Ilha Floreana, anotou cuidadosamente onde pássaros mimo haviam sido vistos. No entanto, deu pouca atenção aos tentilhões. Ao examinar seus espécimes a caminho do Taiti, Darwin notou que todos os pássaros mimo na Ilha Floreana pertenciam a uma espécie, os da Ilha Isabela a outra, e os das Ilhas de Santiago e de São Cristóvão a uma terceira. Enquanto voltavam para casa, cerca de nove meses depois, este e outros fatos, incluindo o que ele havia ouvido sobre as tartarugas-das-galápagos, o fizeram indagar sobre a estabilidade das espécies.
1. Geospiza magnirostris
2. Geospiza parvula
3. Certhidea olivacea
4. Geospiza fortis

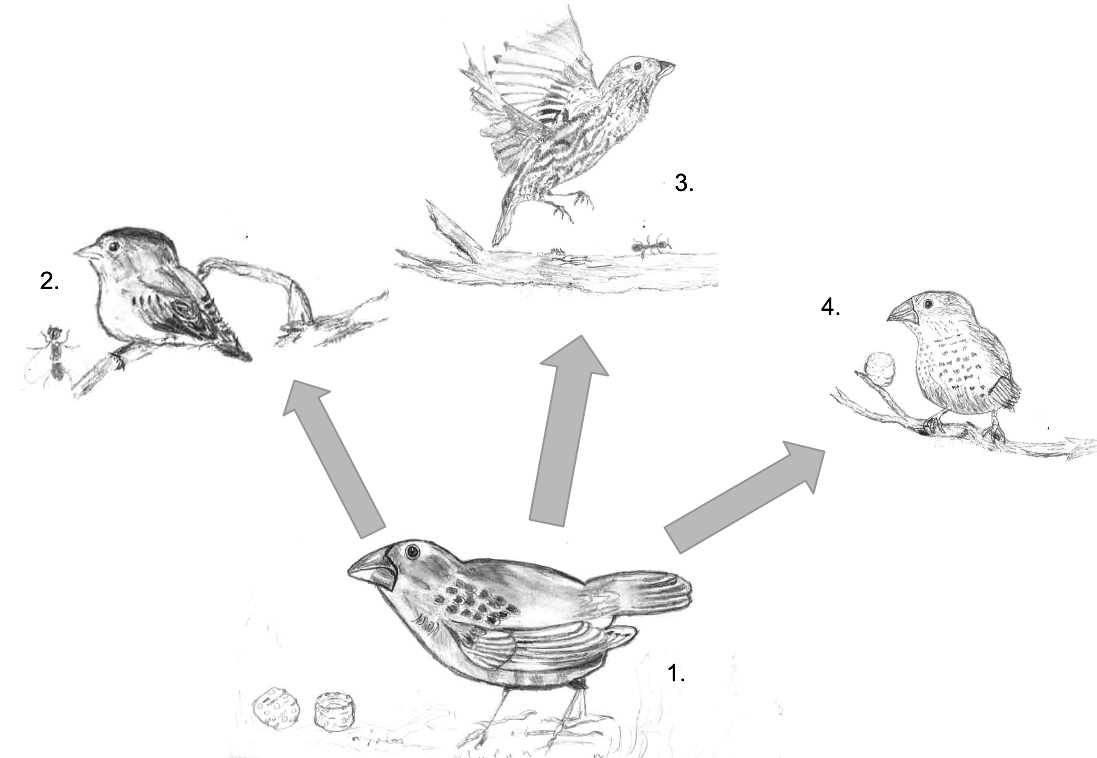
Aqui vemos a radiação adaptada do tentilhão A (Geospiza magnirostris) em três outras espécies de tentilhões encontradas nas Ilhas Galápagos. Devido à ausência de outras espécies de aves, os tentilhões adaptaram-se a novos nichos. Os bicos e corpos dos tentilhões mudaram, permitindo-lhes comer certos tipos de alimentos, como nozes, frutas e insetos.

Em seguida a seu retorno da expedição, Darwin apresentou os tentilhões à Sociedade Zoológica de Londres em 4 de janeiro de 1837, junto de outros mamíferos e espécimes de aves que havia coletado. Os espécimes de aves, incluindo os tentilhões, foram entregues a John Gould, o famoso ornitólogo inglês, para identificação. Gould deixou de lado seu emprego remunerado e na reunião seguinte, em 10 de janeiro, relatou que as aves da Ilha de Galápagos que Darwin havia pensado serem icterídeos, "bicos-grossos" e tentilhões eram, na verdade, "uma série de tentilhões da terra que são tão peculiares que formam um grupo inteiramente novo, contendo 12 espécies". Esta história se tornou notícia de jornal.
Darwin estava em Cambridge naquela época. No início de março, se encontrou com Gould novamente e pela primeira vez para obter um relatório completo sobre as descobertas, incluindo a observação de que seus "trogloditídeos" de Galápagos eram uma outra espécie próxima de tentilhão. Os pássaros mimo que Darwin havia categorizado por ilha eram espécies diferentes, e não simplesmente variações. Gould encontrou mais espécies do que Darwin esperava, e conclui que 25 das 26 aves terrestres eram formas novas e distintas, encontradas em nenhum outro lugar do mundo mas intimamente ligadas àquelas encontradas no continente sul-americano. Darwin então viu que, se as espécies de tentilhão estivessem restritas a ilhas individuais, como os pássaros mimo, isso ajudaria a explicar o número de espécies nas ilhas, e ele buscou informações de outros da expedição. Espécimes também haviam sido coletados pelo Capitão Robert FitzRoy, pelo comissário de bordo de FitzRoy, Harry Fuller, e pelo servo de Darwin, Syms Covington, que haviam as separado por ilha. A partir delas, Darwin tentou reconstruir os locais de onde havia coletado seus próprios espécimes. As conclusões apoiaram sua ideia da transmutação das espécies.

### Texto deA Viagem do Beagle
Durante a época em que reescreveu seu diário para que fosse publicado como Diário e Observações (posteriormente A Viagem do Beagle), ele descreveu as descobertas de Gould a respeito do número de aves, observando que "Mesmo que as espécies sejam, portanto, peculiares ao arquipélago, quase tudo em sua estrutura geral, hábitos, cor das penas, e até mesmo tom de voz, são estritamente americanos". Na primeira edição de A Viagem do Beagle, Darwin disse que
É muito marcante que, neste grupo, uma gradação de estrutura quase perfeita possa ser traçada na forma do bico, de um ultrapassando em dimensão o bico do maior bico-grosso, a outro pouco diferindo do bico de um Certhidea.
Na época em que a primeira edição foi publicada, o desenvolvimento da teoria da seleção natural de Darwin estava em andamento. Para a segunda edição do A Viagem (agora chamado Diário de Pesquisa), em 1845, Darwin adicionou mais detalhes sobre os bicos das aves, e duas frases finais que refletiram suas mudanças de ideias:
Vendo esta gradação e diversidade de estrutura em um grupo de aves pequeno e intimamente relacionado, pode-se imaginar que a partir da pequena quantidade de pássaros do arquipélago, uma espécie tenha sido tomada e modificada para diferentes fins.

As aves terrestres restantes formam um grupo muito singular de tentilhões, relacionados entre si na estrutura dos seus bicos, caudas curtas, forma do corpo e plumagem: Existem treze espécies, as quais Sr. Gould dividiu em quatro subgrupos. Todas estas espécies são peculiares deste arquipélago; assim como todo o grupo, com exceção de uma espécie do subgrupo Cactornis, recentemente trazida da Ilha Bow, no Baixo Arquipélago. De Cactornis, as duas espécies podem ser vistas frequentemente subindo nas flores dos grandes cactos; mas todas as outras espécies deste grupo de tentilhões, misturadas em bandos, alimentam-se do solo seco e estéril dos distritos mais baixos. Os machos de todos, ou certamente da maior parte, são pretos como azeviche; e as fêmeas (talvez com uma ou duas exceções) são marrons. O fato mais curioso é a gradação perfeita no tamanho dos bicos nas diferentes espécies de Geospiza, desde um tão grande quanto o de um bico-grossudo até o de um tentilhão-comum, e (se o Sr. Gould estiver certo ao incluir seu subgrupo, Certhidea, no grupo principal) até mesmo ao de um Certhidea. O maior bico do gênero Geospiza é mostrado na Figura 1, e o menor na Figura 3; mas em vez de haver apenas uma espécie intermediária, com um bico do tamanho mostrado na Fig. 2, há nada menos que seis espécies com bicos insensivelmente graduados. O bico do subgrupo Certhidea é mostrado na Fig. 4. O bico do Cactornis é um pouco parecido com o de um estunídeo, e o do quarto subgrupo, Camarhynchus, é ligeiramente em forma do de um papagaio. Vendo esta gradação e diversidade de estrutura num grupo de aves pequeno e intimamente relacionado, poderíamos realmente imaginar que, de uma escassez original de aves neste arquipélago, uma espécie foi retirada e modificada para fins diferentes. Da mesma maneira, pode-se imaginar que um pássaro que fosse originalmente um urubu tenha sido induzido aqui a assumir o cargo do Polybori, comedor de carniça, do continente americano.

### Texto deA Origem das Espécies
Darwin discutiu a divergência de espécies de aves nas Galápagos de forma mais explícita em seu capítulo sobre distribuição geográfica em A Origem das Espécies:
O fato mais impressionante e importante para nós em relação aos habitantes das ilhas é a sua afinidade com os do continente mais próximo, sem serem realmente da mesma espécie. [No] Arquipélago de Galápagos... quase todos os produtos da terra e da água trazem a marca inconfundível do continente americano. Existem vinte e seis aves terrestres, e vinte e cinco delas são classificadas pelo Sr. Gould como espécies distintas, supostamente criadas aqui; no entanto, a estreita afinidade da maioria destas aves com as espécies americanas em todos os caracteres, nos seus hábitos, gestos e tons de voz, era evidente. ... O naturalista, olhando para os habitantes dessas ilhas vulcânicas no Pacífico, a várias centenas de quilômetros de distância do continente, ainda assim sente que está em terras americanas. Por que deveria ser assim? Por que deveriam as espécies que supostamente foram criadas no arquipélago de Galápagos, e em nenhum outro lugar, ostentar uma marca tão clara de afinidade com aquelas criadas na América? Não há nada nas condições de vida, na natureza geológica das ilhas, na sua altura ou clima, ou nas proporções em que as diversas classes estão associadas, que se assemelhe proximamente às condições da costa sul-americana: Na verdade, há uma dissimilaridade considerável em todos esses aspectos. Por outro lado, existe um grau considerável de semelhança na natureza vulcânica do solo, no clima, na altura e no tamanho das ilhas, entre os arquipélagos de Galápagos e de Cabo Verde: Mas que diferença total e absoluta nos seus habitantes! Os habitantes das ilhas de Cabo Verde estão relacionados com os da África, como os das Galápagos estão com a América. Acredito que este grande fato não possa receber nenhum tipo de explicação na visão simples da criação independente; enquanto que, na perspectiva aqui defendida, é óbvio que as Ilhas Galápagos seriam susceptíveis de receber colonos, quer através de meios de transporte ocasionais, quer através de terras anteriormente contínuas, provenientes da América; e as Ilhas de Cabo Verde da África; e que tais colonos estariam sujeitos a modificações – o princípio da herança ainda traindo o seu local de nascimento original. 

## Polimorfismo nos tentilhões de Darwin
Enquanto Darwin passou apenas cinco semanas nas Galápagos e David Lack passou três meses, Peter e Rosemary Grant e seus colegas fizeram viagens de investigação às Galápagos durante cerca de 30 anos, estudando particularmente os tentilhões de Darwin.
As fêmeas são dimórficas no tipo de canto: os cantos A e B são bastante distintos. Além disso, os machos com o canto A têm bico mais curto do que os machos B, outra diferença clara. Com esses bicos, os machos conseguem se alimentar de maneira diferente de seu cacto favorito, a opúncia. Aqueles com bicos longos são capazes de fazer buracos nos frutos do cacto e comer a polpa carnosa do arilo, que envolve as sementes, enquanto aqueles com bicos mais curtos rasgam a base do cacto e comem a polpa e quaisquer larvas e pupas de insetos (ambos os grupos comem flores e botões de flor). Este dimorfismo claramente maximiza as suas oportunidades de alimentação durante a época de não reprodução, quando a comida é escassa.
Se a população for panmítica, então Geospiza conirostris exibe um polimorfismo genético equilibrado e não, como originalmente se supunha, um caso de especiação simpátrica nascente. A seleção manter o polimorfismo maximiza o nicho da espécie ampliando sua oportunidade alimentar. A genética desta situação não pode ser esclarecida na ausência de um programa de reprodução detalhado, mas dois loci com desequilíbrio de ligação são uma possibilidade.
Outro dimorfismo interessante ocorre nos bicos dos tentilhões jovens, que são 'rosa' ou 'amarelos'. Todas as espécies de tentilhões de Darwin exibem esse morfismo, que dura dois meses. Nenhuma interpretação deste fenômeno é conhecida.

## Taxonomia

### Família
Por algumas décadas, os taxonomistas posicionaram essas aves na família Emberizidae junto com os pardais do Novo Mundo e as Emberiza do Velho Mundo. No entanto, a taxonomia de Sibley-Ahlquist posiciona os tentilhões de Darwin junto aos traupídeos (Monroe e Sibley 1993), e pelo menos um trabalho recente segue esse exemplo (Burns e Skutch 2003). A American Ornithologists' Union, em sua lista de checagem norte-americana, coloca o tentilhão da Ilha do Coco entre os Emberizidae, mas com um asterisco indicando que o posicionamento provavelmente está errado (AOU 1998–2006); em sua lista provisória da América do Sul, as espécies de Galápagos são incertae sedis, de lugar incerto (Remsen et al. 2007).

### Espécies
- Gênero Geospiza

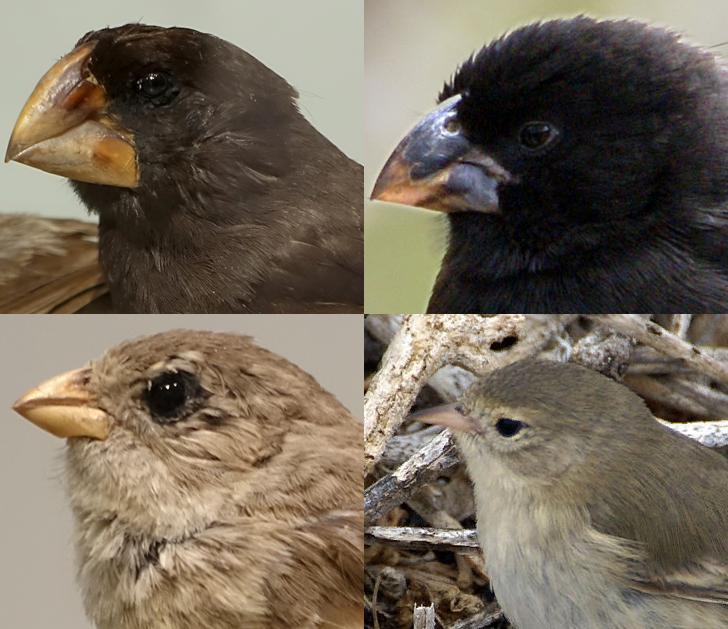
Quatro dos tentilhões de Darwin, em sentido horário (a partir do canto superior esquerdo): Geospiza magnirostris, Geospiza fortis, Certhidea fusca, Camarhynchus parvulus

  - Tentilhão-terrestre-da-genovesa (Geospiza acutirostris)
  - Tentilhão-dos-cactos-da-espanhola (Geospiza conirostris)
  - Tentilhão-terrestre-de-bico-agudo (Geospiza difficilis)
  - Tentilhão-vampiro (Geospiza septentrionalis)
  - Tentilhão-terrestre-médio (Geospiza fortis)
  - Tentilhão-dos-cactos-da-genovesa (Geospiza propinqua)
  - Tentilhão-terrestre-pequeno (Geospiza fuliginosa)
  - Tentilhão-terrestre-grande (Geospiza magnirostris)
  - Tentilhão-dos-cactos-comum (Geospiza scandens)
    - Big Bird (ainda não nomeado formalmente): Em 1981, um macho híbrido chegou à ilha Daphne Major. Seu acasalamento com tentilhões locais de Galápagos (especificamente G. fortis) produziu uma nova população de "pássaros grandes" que pode explorar alimentos anteriormente inexplorados devido ao seu tamanho maior. Não procriam com as demais espécies da ilha, pois as fêmeas não reconhecem os cantos dos novos machos. Evidências genéticas mostram que atualmente, após várias gerações (uma escala de tempo que sugere que eventos de especiação mais curtos poderiam ter ocorrido anteriormente),[27] ele vive em completo isolamento reprodutivo das espécies nativas.[28][29][30][31] Segundo o professor Leif Andersson, da Universidade de Uppsala, um taxonomista que não conhecesse sua história a consideraria uma espécie distinta.[32][33]

- Gênero Camarhyncus
  - Tentilhão-arbóreo-grande (Camarhynchus psittacula)
  - Tentilhão-terrestre-médio (Camarhynchus pauper)
  - Tentilhão-arbóreo-pequeno (Camarhynchus parvulus)
  - Tentilhão-pica-pau (Camarhynchus pallidus) – às vezes separado em Cactospiza
  - Tentilhão-dos-mangais (Camarhynchus heliobates)

- Gênero Certhidea
  - Tentilhão-cantor-verde (Certhidea olivacea)
  - Tentilhão-cantor-cinza (Certhidea fusca)
- Gênero Pinaroloxias
  - Tentilhão-do-coco (Pinaroloxias inornata)
- Gênero Platyspiza
  - Tentilhão-vegetariano (Platyspiza crassirostris)

## Pesquisas modernas
Um estudo de longo prazo realizado durante mais de 40 anos pelos investigadores da Universidade de Princeton, Peter e Rosemary Grant, documentou mudanças evolutivas no tamanho do bico afetadas pelos ciclos El Niño/La Niña no Pacífico.

### Base molecular da evolução do bico
Uma pesquisa de desenvolvimento em 2004 descobriu que a proteína morfogenética óssea 4 (BMP4), e sua expressão diferencial durante o desenvolvimento, resultou na variação do tamanho e formato do bico entre os tentilhões. A BMP4 atua no embrião em desenvolvimento para estabelecer características esqueléticas, inclusive tornando o bico mais forte. O mesmo grupo mostrou que o desenvolvimento dos diferentes formatos de bico nos tentilhões de Darwin também é influenciado por tempos e expressões espaciais ligeiramente diferentes de um gene chamado calmodulina (CaM). A calmodulina atua de maneira semelhante à BMP4, afetando algumas das características do crescimento do bico, como torná-los longos e pontiagudos. Os autores sugerem que mudanças na expressão temporal e espacial desses dois fatores são possíveis controles do desenvolvimento da morfologia do bico. Em um estudo recente, o sequenciamento do genoma revelou um haplótipo de 240 quilobases abrangendo o gene ALX1 que codifica um fator de transcrição que afeta o desenvolvimento craniofacial e está fortemente associado à diversidade do formato do bico. Além disso, estas mudanças no tamanho do bico também alteraram as vocalizações nos tentilhões de Darwin.

## Ver também

Ilustração de quatro espécies dos fringilídeos de Darwin, publicada em 1845

## Leituras adicionais
- Grant, K. T.; Estes, G. B. (2009), Darwin in Galapagos: Footsteps to a New World, Princeton: Princeton University Press
- Sulloway, Frank J. (primavera de 1982), «Darwin and His Finches: The Evolution of a Legend» (PDF), Journal of the History of Biology, 15 (1), pp. 1–53, CiteSeerX 10.1.1.458.3975, doi:10.1007/BF00132004, consultado em 9 de dezembro de 2008